# Tecelão-de-barriga-cinzenta
O tecelão-de-barriga-cinzenta (Ploceus nelicourvi) é uma espécie de ave da família Ploceidae. Endêmico de Madagascar, é, junto com seu parente mais próximo, o tecelão-sacalava [en], por vezes colocado em um gênero separado, Nelicurvius. Uma ave esguia, semelhante a um pardal, mede 15 cm de comprimento e pesa entre 20 e 28 g. Os machos em período reprodutivo têm bico e cabeça pretos, olhos marrons, colar amarelo, barriga cinza, coberturas inferiores da cauda castanho-avermelhadas, dorso oliva e penas de voo escuras com bordas esverdeadas. Fora da reprodução, os machos apresentam cabeças mosqueadas de cinza e verde. As fêmeas em período reprodutivo têm a frente da cabeça amarela e o dorso verde-oliva, com uma sobrancelha amarela ampla. A espécie constrói ninhos solitários, cobertos, em forma de retorta, pendurados por uma corda em galhos, trepadeiras ou caules de bambu, em espaços abertos. Alimenta-se principalmente de insetos, forrageando sozinho ou em grupos muito pequenos, frequentemente com Bernieria madagascariensis. Seu habitat natural inclui florestas úmidas de planície e montanha, subtropicais ou tropicais. O estado de conservação do tecelão-de-barriga-cinzenta é classificado como pouco preocupante pela Lista Vermelha da IUCN.

## Taxonomia
O tecelão-de-barriga-cinzenta foi descrito pela primeira vez pelo naturalista e médico italiano Giovanni Antonio Scopoli em 1786, sob o nome Parvus nelicourvi. A descrição baseou-se em um espécime coletado por Pierre Sonnerat, naturalista e explorador francês, durante sua visita a Madagascar em 1770, na costa leste, possivelmente perto de Fort Dauphin. Em 1789, o naturalista alemão Johann Friedrich Gmelin nomeou a espécie Loxia pensilis, com base em uma descrição do ornitólogo inglês John Latham, que não havia fornecido um nome binomial. Em 1827, o zoólogo e botânico inglês George Kearsley Shaw incluiu L. pensilis no gênero Ploceus. Em 1850, Charles Lucien Bonaparte atribuiu a espécie ao gênero recém-criado Nelicurvius. Não foram descritas subespécies. O nome original do gênero, Parvus, é latim e significa "pequeno". Presume-se que o epíteto específico nelicourvi derive da palavra em tâmil "nellukuruvi", nome de um membro da família Estrildidae no Sri Lanka. Em 1783, John Latham deu à espécie seu primeiro nome comum em inglês, "pensile grosbeak". O nome em inglês, nelicourvi weaver, foi designado como nome oficial pela International Ornithologists' Union (IOC). Nomes vernáculos em malgaxe incluem fodisaina, fodifetsy e farifotramavo.
Com base em recentes análises de DNA, o gênero Ploceus é quase certamente polifilético. Se todas as espécies atualmente incluídas no gênero permanecessem e o gênero fosse tornado monofilético, ele teria que englobar toda a subfamília Ploceinae. A subfamília Ploceinae pode ser dividida em dois grupos. No primeiro grupo, pássaros do gênero Euplectes são irmãos de um clado no qual os gêneros Foudia e Quelea são os parentes mais próximos, incluindo ainda as espécies asiáticas de Ploceus, ou seja, P. manyar [en], P. philippinus [en], P. benghalensis [en], P. megarhynchus [en] e P. hypoxanthus [en] (embora não testado). Como Georges Cuvier escolheu P. philippinus como a espécie-tipo, essas cinco espécies permaneceriam logicamente no gênero Ploceus.
O segundo grupo tem como base um clado formado pelas duas espécies de Ploceus que vivem em Madagascar, P. nelicourvi e P. sakalava [en], que são morfologicamente muito distintas das demais espécies. Essas duas espécies podem, no futuro, ser atribuídas ao gênero Nelicurvius, criado por Charles Lucien Bonaparte em 1850, mas posteriormente fundido com Ploceus. Esse segundo grupo também inclui os gêneros Malimbus e Anaplectes, além de todas as demais espécies de Ploceus.
| "Ploceus verdadeiros" | as cinco espécies asiáticas de Ploceus                          |
|                       | as cinco espécies asiáticas de Ploceus                          |
|                       | \| \| gênero Foudia \| \| \| \| \| \| gênero Quelea \| \| \| \| |
|                       |                                                                 |
|                       | gênero Foudia                                                   |
|                       |                                                                 |
|                       | gênero Quelea                                                   |
|                       |                                                                 |

|  | gênero Foudia |
|  |               |
|  | gênero Quelea |
|  |               |

| "Ploceus verdadeiros" | as cinco espécies asiáticas de Ploceus                          |
|                       | as cinco espécies asiáticas de Ploceus                          |
|                       | \| \| gênero Foudia \| \| \| \| \| \| gênero Quelea \| \| \| \| |
|                       |                                                                 |
|                       | gênero Foudia                                                   |
|                       |                                                                 |
|                       | gênero Quelea                                                   |
|                       |                                                                 |

|  | gênero Foudia |
|  |               |
|  | gênero Quelea |
|  |               |

| "Ploceus verdadeiros" | as cinco espécies asiáticas de Ploceus                          |
|                       | as cinco espécies asiáticas de Ploceus                          |
|                       | \| \| gênero Foudia \| \| \| \| \| \| gênero Quelea \| \| \| \| |
|                       |                                                                 |
|                       | gênero Foudia                                                   |
|                       |                                                                 |
|                       | gênero Quelea                                                   |
|                       |                                                                 |

|  | gênero Foudia |
|  |               |
|  | gênero Quelea |
|  |               |

| "Ploceus verdadeiros" | as cinco espécies asiáticas de Ploceus                          |
|                       | as cinco espécies asiáticas de Ploceus                          |
|                       | \| \| gênero Foudia \| \| \| \| \| \| gênero Quelea \| \| \| \| |
|                       |                                                                 |
|                       | gênero Foudia                                                   |
|                       |                                                                 |
|                       | gênero Quelea                                                   |
|                       |                                                                 |

|  | gênero Foudia |
|  |               |
|  | gênero Quelea |
|  |               |

| ''Nelicurvius reinstaurado" | \| \| P. nelicourvi \| \| \| \| \| \| P. sakalava [en] \| \| \| \|           |
|                             | \| \| P. nelicourvi \| \| \| \| \| \| P. sakalava [en] \| \| \| \|           |
| "Malimbus extendido"        | todas as espécies africanas continentais de "Ploceus", Malimbus e Anaplectes |
|                             | todas as espécies africanas continentais de "Ploceus", Malimbus e Anaplectes |
|                             | P. nelicourvi                                                                |
|                             |                                                                              |
|                             | P. sakalava [en]                                                             |
|                             |                                                                              |

|  | P. nelicourvi    |
|  |                  |
|  | P. sakalava [en] |
|  |                  |

| "Ploceus verdadeiros" | as cinco espécies asiáticas de Ploceus                          |
|                       | as cinco espécies asiáticas de Ploceus                          |
|                       | \| \| gênero Foudia \| \| \| \| \| \| gênero Quelea \| \| \| \| |
|                       |                                                                 |
|                       | gênero Foudia                                                   |
|                       |                                                                 |
|                       | gênero Quelea                                                   |
|                       |                                                                 |

|  | gênero Foudia |
|  |               |
|  | gênero Quelea |
|  |               |

| "Ploceus verdadeiros" | as cinco espécies asiáticas de Ploceus                          |
|                       | as cinco espécies asiáticas de Ploceus                          |
|                       | \| \| gênero Foudia \| \| \| \| \| \| gênero Quelea \| \| \| \| |
|                       |                                                                 |
|                       | gênero Foudia                                                   |
|                       |                                                                 |
|                       | gênero Quelea                                                   |
|                       |                                                                 |

|  | gênero Foudia |
|  |               |
|  | gênero Quelea |
|  |               |

| "Ploceus verdadeiros" | as cinco espécies asiáticas de Ploceus                          |
|                       | as cinco espécies asiáticas de Ploceus                          |
|                       | \| \| gênero Foudia \| \| \| \| \| \| gênero Quelea \| \| \| \| |
|                       |                                                                 |
|                       | gênero Foudia                                                   |
|                       |                                                                 |
|                       | gênero Quelea                                                   |
|                       |                                                                 |

|  | gênero Foudia |
|  |               |
|  | gênero Quelea |
|  |               |

| "Ploceus verdadeiros" | as cinco espécies asiáticas de Ploceus                          |
|                       | as cinco espécies asiáticas de Ploceus                          |
|                       | \| \| gênero Foudia \| \| \| \| \| \| gênero Quelea \| \| \| \| |
|                       |                                                                 |
|                       | gênero Foudia                                                   |
|                       |                                                                 |
|                       | gênero Quelea                                                   |
|                       |                                                                 |

|  | gênero Foudia |
|  |               |
|  | gênero Quelea |
|  |               |

| ''Nelicurvius reinstaurado" | \| \| P. nelicourvi \| \| \| \| \| \| P. sakalava [en] \| \| \| \|           |
|                             | \| \| P. nelicourvi \| \| \| \| \| \| P. sakalava [en] \| \| \| \|           |
| "Malimbus extendido"        | todas as espécies africanas continentais de "Ploceus", Malimbus e Anaplectes |
|                             | todas as espécies africanas continentais de "Ploceus", Malimbus e Anaplectes |
|                             | P. nelicourvi                                                                |
|                             |                                                                              |
|                             | P. sakalava [en]                                                             |
|                             |                                                                              |

|  | P. nelicourvi    |
|  |                  |
|  | P. sakalava [en] |
|  |                  |

## Descrição
O tecelão-de-barriga-cinzenta é uma ave esguia, semelhante a um pardal, com 15 cm de comprimento e peso entre 20 e 28 g. Durante o período reprodutivo, o macho apresenta bico preto, olhos marrons (avermelhados) e pernas cinza-escuras a acinzentadas. A cabeça é preta, incluindo bochechas, ao redor das orelhas, testa, píleo e nuca. O preto é circundado por um amplo colar amarelo, que abrange queixo, peito, laterais e parte traseira do pescoço. O colar amarelo é delimitado por uma faixa verde-oliva vagamente definida. O peito inferior e a barriga são cinza-azulados, os flancos inferiores cinza com um tom esverdeado. As penas de voo das asas são escuras, com bordas amarelo-esverdeadas estreitas nas pontas e bordas verde-oliva largas na base. A álula e as coberteiras primárias são escuras, enquanto as demais coberteiras são verde-oliva brilhante. A parte inferior da asa é composta por penas cinza-claras com um leve tom amarelado. Os ombros e a base superior da cauda são verde-oliva brilhante, a base inferior da cauda é castanha, e as penas de voo da cauda são escuras com bordas verde-oliva largas. Na plumagem não reprodutiva, o preto da cabeça torna-se verde-oliva, mosqueado com cinza-escuro, e há uma sobrancelha amarela estreita.
Na fêmea em plumagem reprodutiva, a frente da cabeça é amarela, mudando gradualmente para verde-oliva na parte posterior, exceto pela ampla sobrancelha traseira amarela. O loro é cinza-esverdeado escuro, e a região ao redor da orelha é verde. A cabeça é cercada por um amplo colar amarelo que inclui o queixo. O restante da plumagem reprodutiva da fêmea é idêntico ao do macho.
O tecelão-de-barriga-cinzenta pode ser distinguido do relacionado tecelão-sacalava, que possui plumagem listrada. Os semelhantes tecelão-florestal e tecelão-vermelho [en] têm partes superiores geralmente listradas e o vermelho como cor mais evidente.

### Vocalizações
O chamado usual do tecelão-de-barriga-cinzenta é um chizz-chizz-chizz agudo e distinto, mais metálico e áspero quando as aves estão em grupos de alimentação. Outros chamados ouvidos no ninho incluem tsrrreee, tiang-tiang e chet. O canto, produzido no ninho, soa como chiz-chizz-chswriissssiszz.

## Distribuição e habitat
O tecelão-de-barriga-cinzenta é uma espécie endêmica de Madagascar. Ocorre ao longo de toda a faixa de floresta tropical que se estende das Montanhas Tsaratanana, no norte, até o sudeste. Também está presente nas florestas litorâneas da costa leste, quase alcançando Tolanaro (antigo Fort-Dauphin) no sudeste. Pode ser encontrado do nível do mar até cerca de 1.500 m de altitude, mas também está presente até 2.100 m no Parque Nacional de Marojejy [en]. No extremo norte, uma população isolada existe no Parque Nacional da Montanha de Âmbar [en]. Vive principalmente em florestas úmidas de montanha e de planície, mas também está presente em florestas montanhosas esclerófilas, matagais e arbustos.

## Ecologia e comportamento

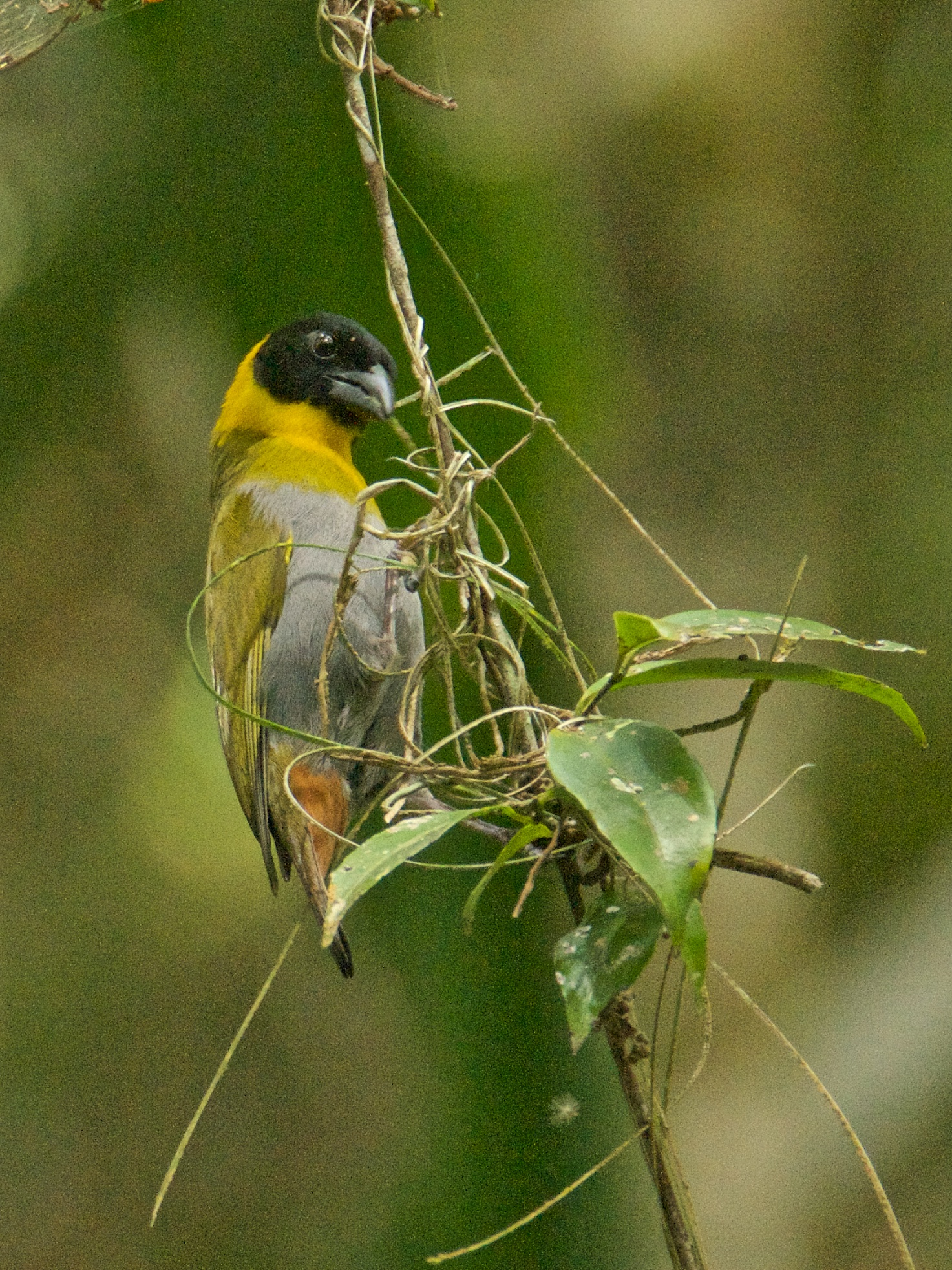
Macho na fase inicial de construção do ninho.

As aves movem-se do chão da floresta até o dossel, preferindo particularmente o estrato médio. Operam sozinhas, em pares ou grupos de três, e também podem ser encontradas misturadas com Bernieria madagascariensis. Bandos maiores não ocorrem. O tecelão-de-barriga-cinzenta é uma espécie ágil e ativa, geralmente bastante barulhenta. Busca insetos em folhas e galhos, pendurando-se em trepadeiras e ramos. Procura animais em folhas enroladas, como gengibre selvagem Aframomum, e ao longo de serrapilheira, sondando fendas e abrindo caules mortos. Também desmembra flores para alcançar o néctar. Consome principalmente artrópodes (besouros, percevejos, borboletas, lagartas, libélulas, moscas, gafanhotos, cigarras, milípedes e aranhas), às vezes pequenos vertebrados (lagartos e camaleões), além de néctar, frutas e provavelmente sementes.

### Reprodução
A espécie é aparentemente monogâmica, mantendo relacionamentos de longo prazo. Os ninhos são construídos distantes uns dos outros. Embora ocasionalmente dois ninhos estejam a poucos metros, colônias não ocorrem. Durante a estação reprodutiva, os machos apresentam comportamentos de exibição, sentados em um galho horizontal, com asas trêmulas mantidas baixas enquanto chamam alto. O acasalamento começa no sexto dia de construção do ninho. O macho afasta outras aves do ninho, possivelmente para evitar a deposição de ovos por outros casais ou cucos. Os ovos são geralmente produzidos entre outubro e março, correspondendo ao final da estação seca e à estação chuvosa. A construção do ninho pode começar em agosto e nem sempre indica tentativas iminentes de reprodução. Os ninhos são conspícuos, geralmente em locais abertos e afastados da vegetação circundante, presos a um galho frequentemente desfolhado, caule de bambu ou trepadeira, pendurados acima de uma clareira ou riacho, a uma altura de 2 a 8 m. O ninho é fixado por uma corda de 10 a 30 cm de comprimento. Tem formato de retorta, com uma câmara de nidificação oval de 12 a 22 cm de altura e 10 a 18 cm de diâmetro, com uma mangueira de entrada vertical fixada na lateral superior, tão longa quanto a altura do ninho. É uma construção firme feita de tiras de grama, junco, e folhas de palmeira, com uma fina camada de fibras de palmeira no fundo da câmara. O macho constrói a estrutura do ninho, enquanto a fêmea traz material de forro. A construção leva cerca de doze dias. Uma ninhada consiste de um a quatro ovos (geralmente três), ovais, lisos, levemente brilhantes, azul-esverdeados claros, com cerca de 20,5 mm de comprimento e 15 mm de diâmetro. Os ovos são incubados apenas pela fêmea por quinze dias antes da eclosão. O macho não possui placas de incubação. Ambos os pais alimentam os filhotes e removem sacos fecais.

### Predação
Os ovos às vezes são predados por lêmures-marrons (Eulemur fulvus), e os ninhos são invadidos por gaviões Polyboroides radiatus. Durante o dia, as aves podem ser capturadas por francelhos-listrados [en] (Falco zoniventris), enquanto à noite correm risco de serem capturadas por corujas-das-torres (Tyto alba).